# Società di Ginnastica e Scherma Fortitudo 1923-1924
Questa pagina raccoglie i dati riguardanti la S.G.S. Fortitudo nelle competizioni ufficiali della stagione 1923-1924.

## Stagione
Per la seconda stagione consecutiva la Fortitudo non riuscì a superare la fase regionale anche se questa volta sfiorò la qualificazione alle semifinali mancandola solo allo spareggio con l'ex aequo Lazio.

## Rosa
| N. |                   | Ruolo | Calciatore           |
| -- | ----------------- | ----- | -------------------- |
|    | Italia (bandiera) | P     | Bassi                |
|    | Italia (bandiera) | A     | Antonio Bianchi      |
|    | Italia (bandiera) | C     | Bianchi II           |
|    | Italia (bandiera) |       | Bramante             |
|    | Italia (bandiera) |       | Buscalferri          |
|    | Italia (bandiera) | A     | Fernando Canestrelli |
|    | Italia (bandiera) | D     | Cellini              |
|    | Italia (bandiera) |       | Del Forno            |
|    | Italia (bandiera) |       | Fanti                |
|    | Italia (bandiera) | D     | Ferraris I           |

| N. |                   | Ruolo | Calciatore          |
| -- | ----------------- | ----- | ------------------- |
|    | Italia (bandiera) | C     | Attilio Ferraris    |
|    | Italia (bandiera) | C     | Aldo Gobbi          |
|    | Italia (bandiera) | C     | Guidotti            |
|    | Italia (bandiera) | D     | Aurelio Lommi       |
|    | Italia (bandiera) |       | Maffezzoli          |
|    | Italia (bandiera) | D     | Alberto Sansoni III |
|    | Italia (bandiera) | A     | Giulio Sansoni IV   |
|    | Italia (bandiera) | C     | Giulio Scardola     |
|    | Italia (bandiera) | P     | Vittori             |
|    | Italia (bandiera) | C     | Carlo Zamporlini    |

## Risultati

### Prima Divisione

#### Girone laziale

##### Girone di andata
| Arbitro: | Caroncini (Roma) |

|  |           |                                 |
|  | Marcatori | 17’, 53’ Filippi 90’ Bernardini |

| Arbitro: | Cerchia (Roma) |

|               |           |  |
| Bianchi I 82’ | Marcatori |  |

| Arbitro: | Galassi (Roma) |

|              |           |  |
| Scardola 63’ | Marcatori |  |

| Roma 28 ottobre 1923 4ª giornata | US Romana        | 0 – 2 A tav. | Fortitudo | Campo all'Olmo\| Arbitro: \| Giuffrè (Napoli) \| |
| Arbitro:                         | Giuffrè (Napoli) |              |           |                                                  |

| Arbitro: | Galassi (Roma) |

|            |           |              |
| Rovida 86’ | Marcatori | 47’ Bramante |

##### Girone di ritorno
| Arbitro: | Cerchia (Roma) |

|                |           |  |
| Fraschetti 43’ | Marcatori |  |

| Arbitro: | Barra (Napoli) |

|  |           |                                                   |
|  | Marcatori | Bianchi I Sansoni IV ?’ (rig.) Guidotti Del Forno |

| Arbitro: | Migliarini (Roma) |

|  |           |                                             |
|  | Marcatori | 5’, 10’, 15’, 86’ Canestrelli 42’ Bianchi I |

| Arbitro: | Caroncini (Roma) |

|                                      |           |  |
| Bianchi I Zamporlini ?’, ?’ Guidotti | Marcatori |  |

| Arbitro: | Reichlin (Napoli) |

|                           |           |  |
| Bianchi I 10’ (rig.), 39’ | Marcatori |  |

##### Spareggio per le semifinali interregionali
| Arbitro: | A.Gama (Milano) |

|                          |           |  |
| Filippi ?’ Bernardini ?’ | Marcatori |  |

## Statistiche

### Statistiche di squadra
| Competizione                     | Punti | In casa | In casa | In casa | In casa | In casa | In casa | In trasferta | In trasferta | In trasferta | In trasferta | In trasferta | In trasferta | Totale | Totale | Totale | Totale | Totale | Totale | DR  |
| Competizione                     | Punti | G       | V       | N       | P       | Gf      | Gs      | G            | V            | N            | P            | Gf           | Gs           | G      | V      | N      | P      | Gf     | Gs     | DR  |
| -------------------------------- | ----- | ------- | ------- | ------- | ------- | ------- | ------- | ------------ | ------------ | ------------ | ------------ | ------------ | ------------ | ------ | ------ | ------ | ------ | ------ | ------ | --- |
| Prima Divisione - girone laziale | 15    | 5       | 4       | 0       | 1       | 8       | 3       | 5            | 3            | 1            | 1            | 12           | 2            | 10     | 7      | 1      | 2      | 20     | 5      | +15 |

### Statistiche dei giocatori
| Giocatore        | Prima Divisione | Prima Divisione |
| Giocatore        | Presenze        | Reti            |
| ---------------- | --------------- | --------------- |
| Bassi            | 2               | 0               |
| A. Bianchi (I)   | 10              | 6               |
| Bianchi (II)     | 4               | 0               |
| Bramante         | 7               | 1               |
| Buscalferri      | 4               | 0               |
| F. Canestrelli   | 7               | 4               |
| Cellini          | 1               | 0               |
| Del Forno        | 2               | 1               |
| Fanti            | 3               | 0               |
| Ferraris (I)     | 7               | 0               |
| A. Ferraris (IV) | 10              | 0               |
| A. Gobbi         | 8               | 0               |
| Guidotti         | 5               | 2               |
| A. Lommi         | 9               | 0               |
| Maffezzoli       | 1               | 0               |
| Sansoni (III)    | 3               | 0               |
| Sansoni (IV)     | 4               | 1               |
| G. Scardola      | 7               | 1               |
| Vittori          | 8               | -5              |
| C. Zamporlini    | 8               | 2               |